# The Lesser of Two Evils
The Lesser of Two Evils (в переводе с англ. «Меньшее из двух зол») — шестой эпизод второго сезона мультсериала «Футурама». Североамериканская премьера этого эпизода состоялась 20 февраля 2000 года.

## Сюжет
Во время просмотра телепередачи «Полицейский отдел» Бендер, Фрай и Лила видят рекламу «Пасторамы» — места, где была сделана попытка воссоздать часть города XX века. Герои хотят покататься на раритетном автомобиле 2000 года. Во время поездки Фрай не справляется с управлением и сбивает Флексо — робота-сгибателя, как две капли воды похожего на Бендера, но с бородкой.
Когда Фарнсворту удается починить Флексо, он объявляет о новой миссии: «Межпланетный экспресс» должен доставить атом джамбониума, очень дорогого вещества (один атом стоит 100 тысяч долларов) на церемонию награждения конкурса Мисс Вселенная. Джамбониум настолько бесценен, что Фарнсворт нанимает Флексо для участия в задании. Фраю робот Флексо не нравится с самого начала — он убежден, что это «злая» версия Бендера.
Перед прибытием команда обнаруживает пропажу атома. Подозрение падает на Флексо, который тоже исчез. После погони в зале проведения церемонии выясняется, что похитителем был все-таки Бендер, а Флексо, увидев это, побежал предупредить ведущего церемонии — голову Боба Баркера.

## Персонажи
Список новых или периодически появляющихся персонажей сериала
- Дебют: Голова Боба Баркера
- Калькулон
- Медсестра-медуза
- Разрушительница
- Дебют: Секс-бомба
- Смитти и Урл
- Дебют: Флексо
- Флорп
- Зепп Бранниган